# Wapen van Weesp

Het wapen van Weesp

Het wapen van Weesp is het wapen van de voormalige Noord-Hollandse gemeente Weesp. Het wapen wordt zonder schildhouders of kroon gevoerd. Dit wapen is op 26 juni 1816, namens Koning Willem I, door de Hoge Raad van Adel vastgesteld. Hoewel het officiële wapen van Weesp zonder kroon is, wordt het toch vaak afgebeeld met een kroon van vijf bladeren. Mogelijk stelt het wapen de Vecht voor. Ook is er een afbeelding bekend van het schild dat door twee leeuwen vastgehouden wordt.

## Geschiedenis
De geschiedenis van het wapen van Weesp gaat terug tot in de 16e eeuw, maar vermoedelijk is het wapen ouder. Het eerste wapen, in de vorm van een 14e-eeuwse zegel, vertoont een kerk, voor deze kerk is een wapenschild afgebeeld met een leeuw er op. Op een latere zegel (1552) staat wederom een kerk, echter nu met een wapen ervoor dat hetzelfde oogt als het huidige wapen. Dus een wapen met een paal erop. In de 17e eeuw staat het wapen op een contrazegel, ditmaal zonder de kerk. In de eeuw erna staat alleen de kerk op een zegel en op een ander alleen het wapen. Het wapen met kerk is officieel nooit door de stad Weesp gevoerd, het wapen met de paal wel. Op 24 maart 2022 is Weesp officieel geannexeerd door de gemeente Amsterdam, waarna het gemeentewapen van Weesp is komen te vervallen.

## Blazoen
De beschrijving van het wapen van Weesp luidt als volgt: "Van lazuur waarop een pal van zilver." Lazuur staat voor blauw en zilver kan ook wit zijn. Deze beschrijving is sinds 26 juni 1816 ongewijzigd. Uit deze beschrijving blijkt dat er geen kroon of schildhouders zijn.

## Vergelijkbare wapens
De volgende wapens zijn op historische gronden vergelijkbaar met die van Weesp:

Het wapen van Weesperkarspel uit 1817
Het wapen van Weesperkarspel uit 1949